# Our Lady Star of the Sea Church
De Our Lady Star of the Sea Church, ook bekend als Quilty Church, is een kerk in Quilty, een gehucht in het Ierse County Clare. Ze behoort tot de rooms-katholieke parochie Kilmurry Ibrickane. Het kerkgebouw – met zijn markante toren het prominentste gebouw van Quilty – werd opgericht ter herinnering aan de reddingsoperatie na de schipbreuk van een Franse driemaster in 1907 in de buurt van Quilty.

## Achtergrond
De Our Lady Star of the Sea Church van Quilty werd gebouwd in 1909-1911 ter herinnering aan de reddingsoperatie van de stalen bark Leon XIII in 1907.
Op 2 oktober 1907 dreef een zware storm de Leon XIII op de klippen ten noordoosten van Seafield, de haven van Quilty. Het vrachtschip brak doormidden en het achterschip verdween onder water, ruim een kilometer uit de kust. Door de storm en de huizenhoge golven mislukten pogingen van de kustwacht om een reddingsschip uit te laten varen. De vissers van Quilty probeerden met hun curraghs toch hulp te verlenen aan de bemanning, maar ook zij slaagden niet. De dag erna lukte het hen wel en konden dertien van de tweeëntwintig bemanningsleden gered worden.
Na enkele dagen nam de wind af en kon de Britse kruiser HMS Arrogant de kapitein, die een gebroken been had, en de overige achtergebleven bemanningsleden van boord halen. Volgens een aantal bronnen gebeurde dat op donderdag, volgens andere op vrijdag.
De reddingsoperatie en de moed van de vissers kwam internationaal in het nieuws, onder meer in het Rotterdams Nieuwsblad. Daarbij werd ook aandacht geschonken aan de armoedige leefomstandigheden van de vissers en aan de wens van de dorpsgemeenschap om over een eigen kerk te beschikken. De krant Limerick Chronicle richtte een fonds op met een tweeledig doel: materiële ondersteuning geven aan de vissers en een kerk bouwen in Quilty. Er kwamen giften binnen vanuit heel Ierland en ook uit het Verenigd Koninkrijk en de Verenigde Staten.
De Franse overheid ging niet in op verzoeken om bij te dragen aan het fonds. Wel werden de vissers die met gevaar voor eigen leven de bemanning hadden gered door Frankrijk geëerd met een bronzen medaille. De namen van de redders zijn aangebracht op een plaquette die boven de hoofdingang van de kerk is bevestigd.

## Architectuur

### Bouw
Het kerkgebouw is – kosteloos – ontworpen door de architect Joseph O'Malley in de Iers-Romaanse stijl. De plaatselijke landheer Richard Haren schonk de grond voor de kerk. De eerste steen werd in juli 1909 gelegd door bisschop Michael Fogarty. Het zand en de natuursteen voor de bouw werden gratis ter beschikking gesteld door de eigenaars van groeven en uitgegraven door inwoners van Quilty. Zij vervoerden de materialen ook naar de bouwplaats en hielpen als vrijwilligers bij de bouwwerkzaamheden.
De kerk kreeg een typisch Ierse ronde klokkentoren, 60 voet (18,29 meter) hoog, die bedoeld was als een oriëntatiepunt dat de vissers op zee gemakkelijk konden zien. De kerk werd op 9 oktober 1911 door de bisschop gewijd en opgedragen aan "Stella Maris" (Sterre der Zee). De kerk is bekend geworden onder de naam Our Lady Star of the Sea Church (Onze-Lieve-Vrouw-Sterre-der-Zeekerk).

### Renovatie
In 1975/1976 werd de kerk gerenoveerd. Onder meer het priesterkoor werd vernieuwd en aangepast aan de eisen van het Tweede Vaticaans Concilie. Het altaar werd verplaatst opdat de priester de mis kon opdragen met zijn gezicht naar de gelovigen. Daarbij werd het marmer uit het oude altaar opnieuw gebruikt. De renovatie omvatte verder een nieuw dak, nieuwe vloeren, nieuwe kerkbanken en het repareren en schilderen van het stucwerk. Bovendien werd een centrale verwarming geïnstalleerd en werd de elektrische installatie vervangen. Ook in 1975/1976 werd de arbeid geleverd door de inwoners van Quilty. Op 7 april 1976 werd de kerk door bisschop Michael Harty opnieuw gewijd.

### Inrichting
De inrichting van de kerk is in warme kleuren maar eenvoudig. De meeste gebrandschilderde ramen zijn gesponsord.

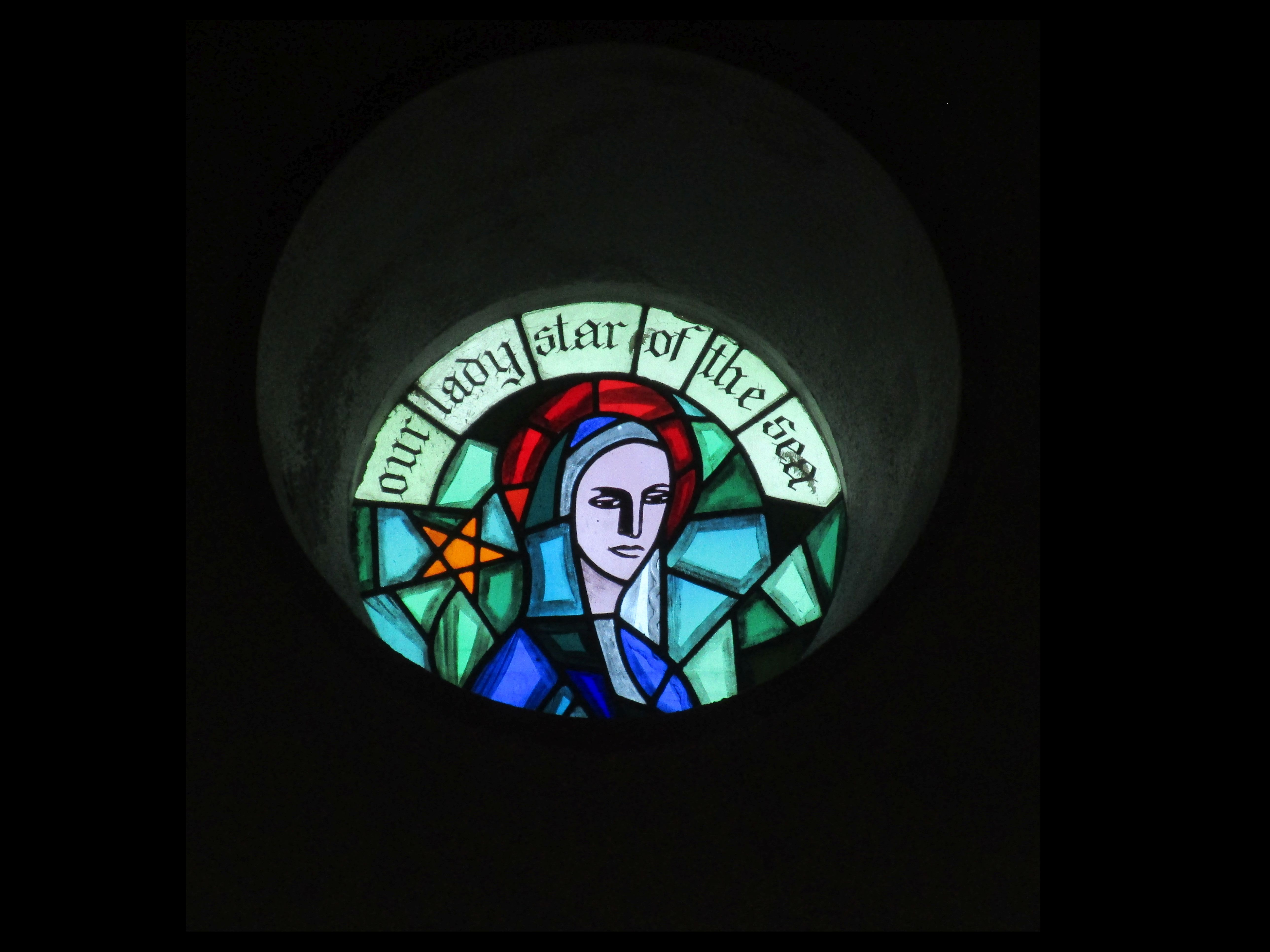
Raam voor "Our Lady Star of the Sea", naamgeefster van de kerk
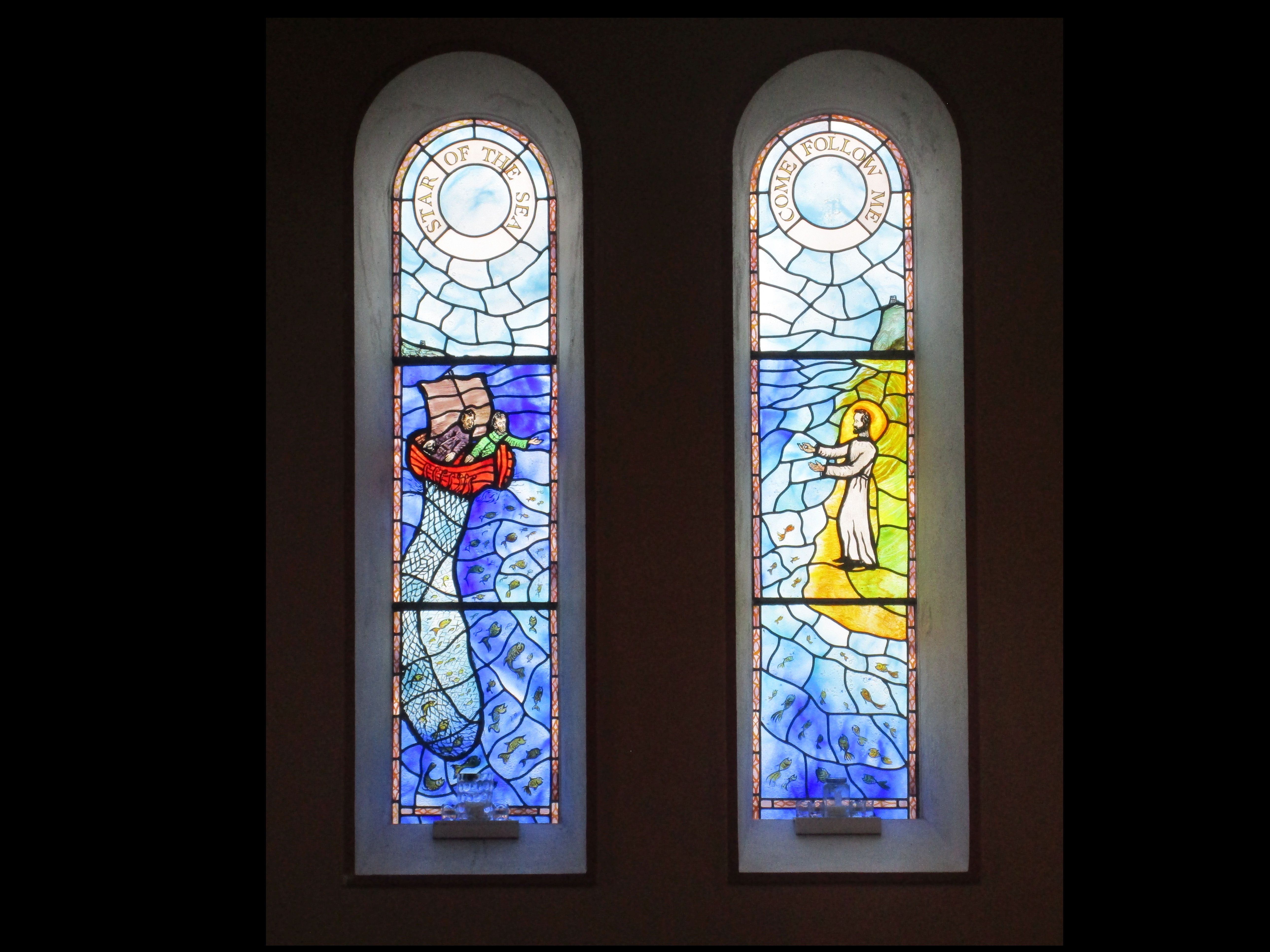
Gebrandschilderde ramen in de noordelijke transept met de voor dit vissersdorp toepasselijke afbeelding van de vissers die door Jezus geroepen werden hem te volgen
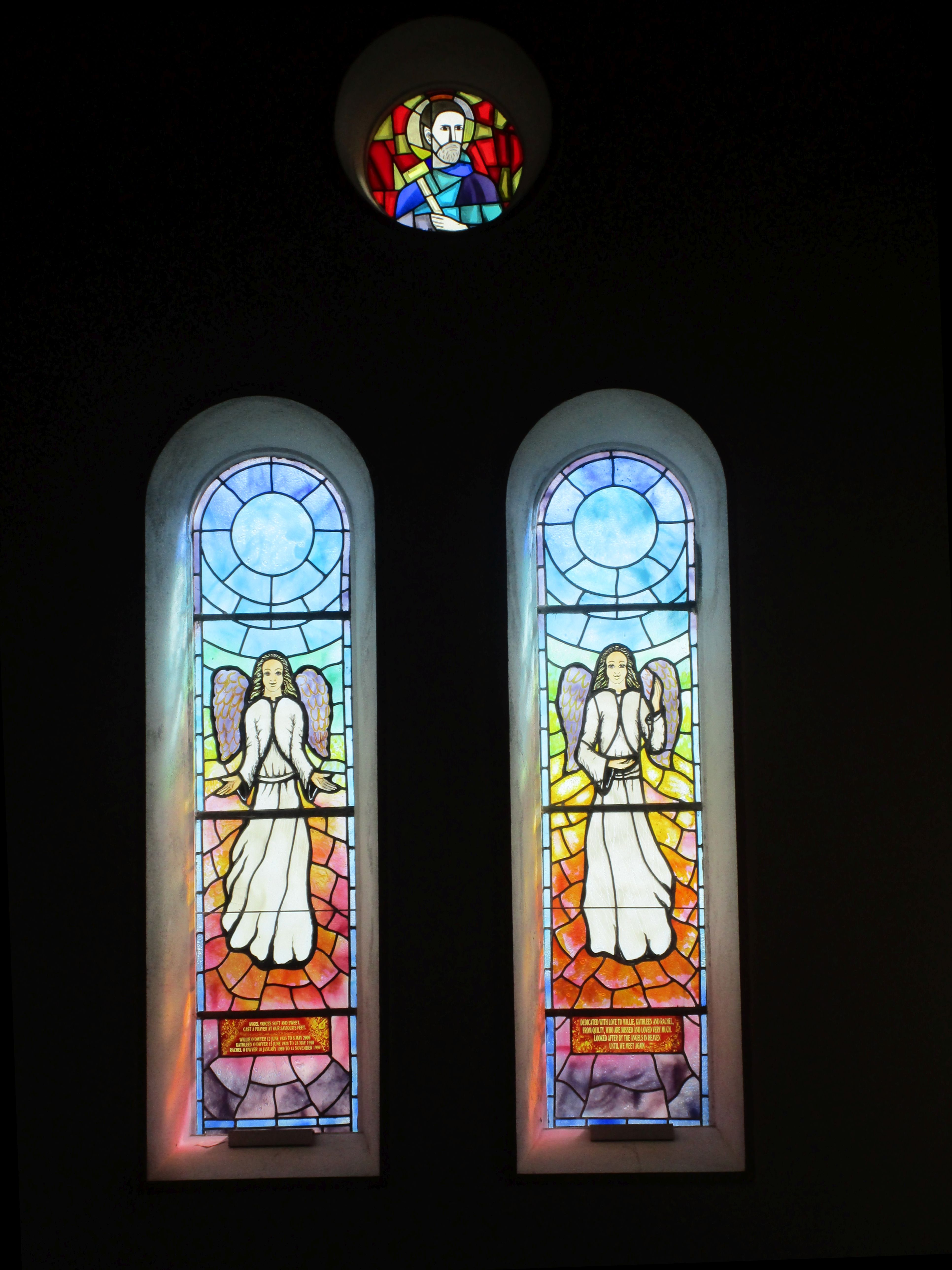
Herinneringsramen in de zuidelijke transept
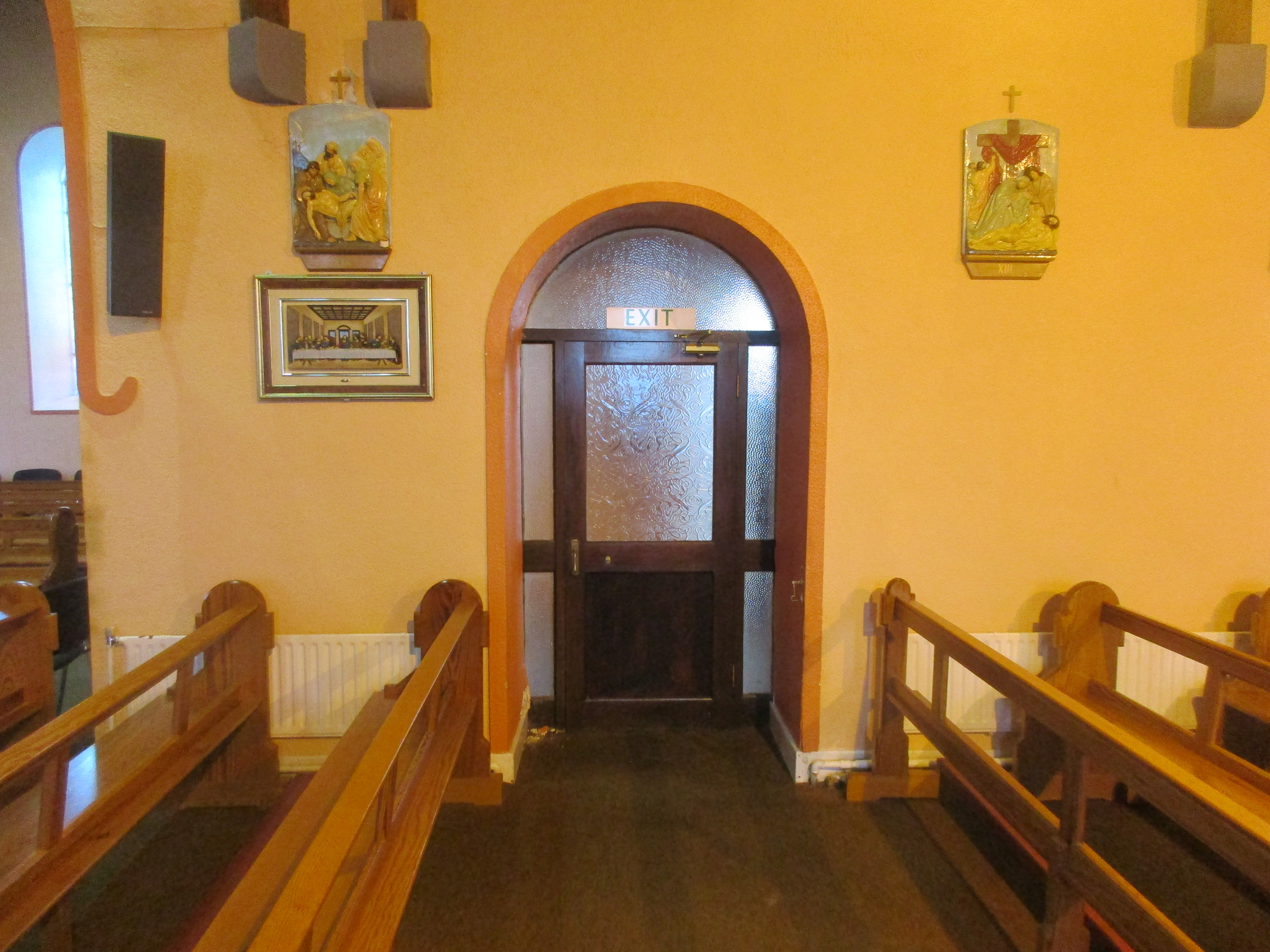
De officiële ingang, geflankeerd door twee delen van de Kruiswegstatie
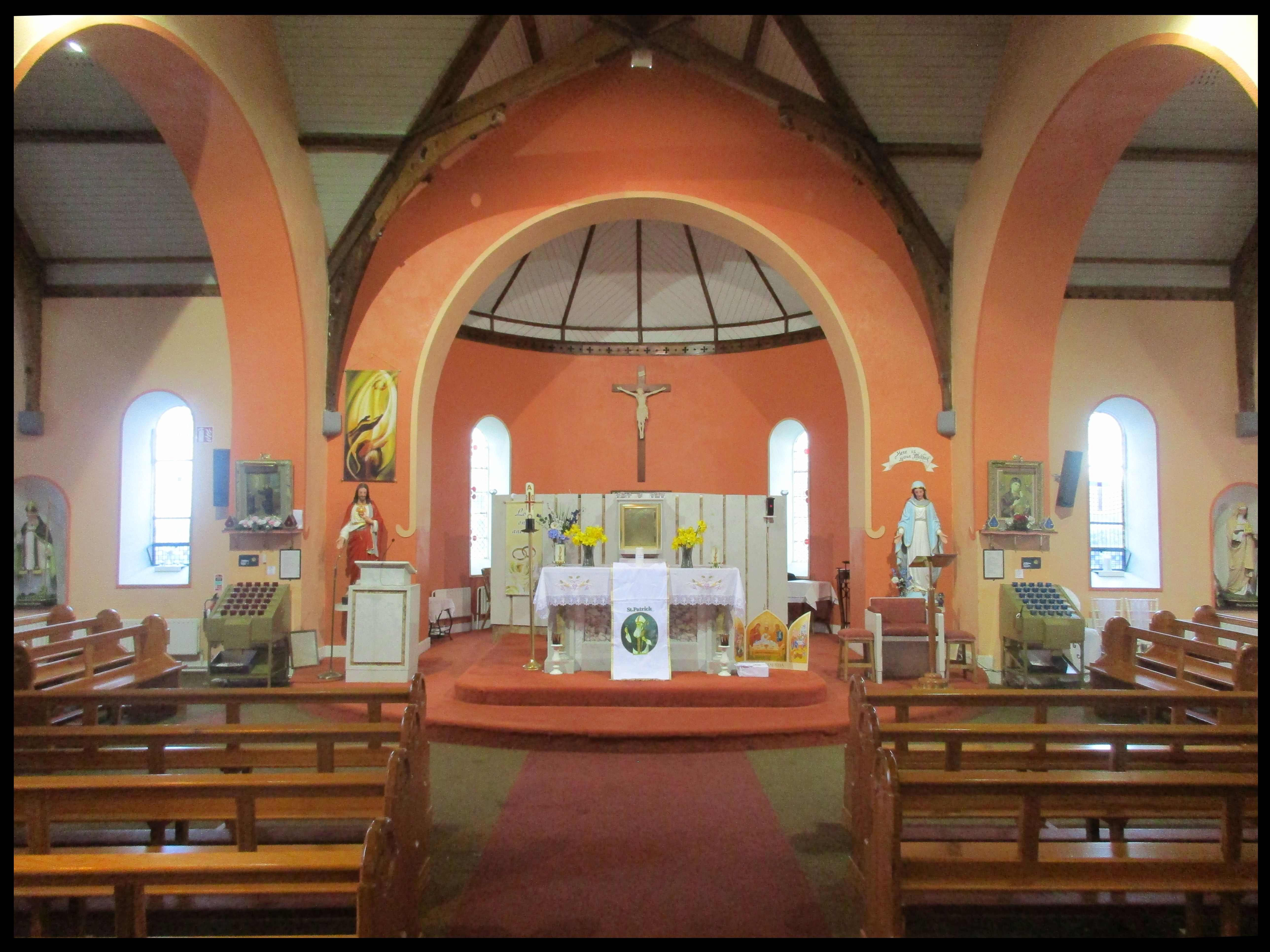
De apsis met daarvoor het altaar
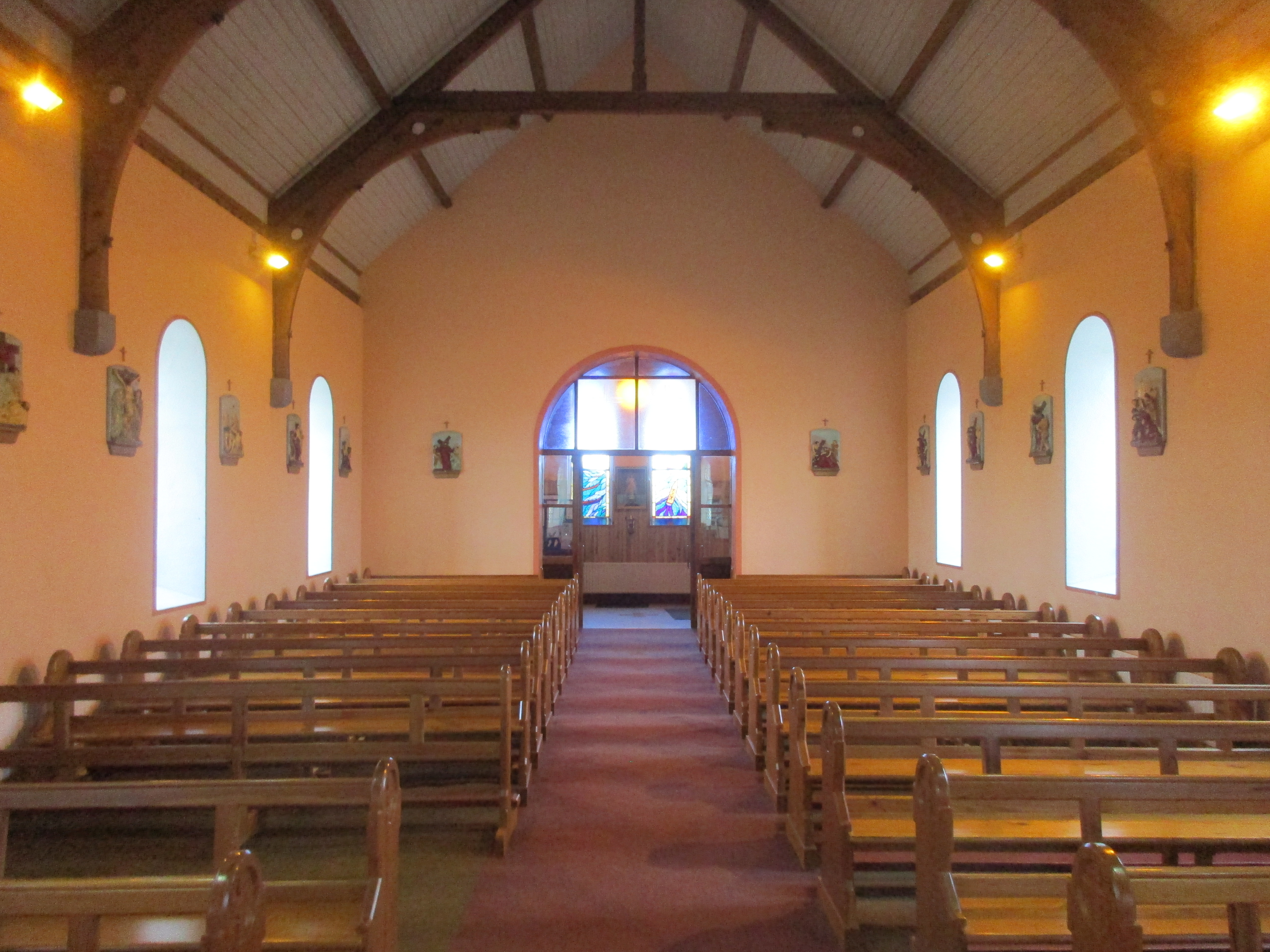
Een overzicht van de kerk vanaf het altaar richting de portiek

## Memorabilia
Er zijn verschillende memorabilia van de Leon XIII te bezichtigen in de kerk, waaronder twee herinneringsramen in de portiek.

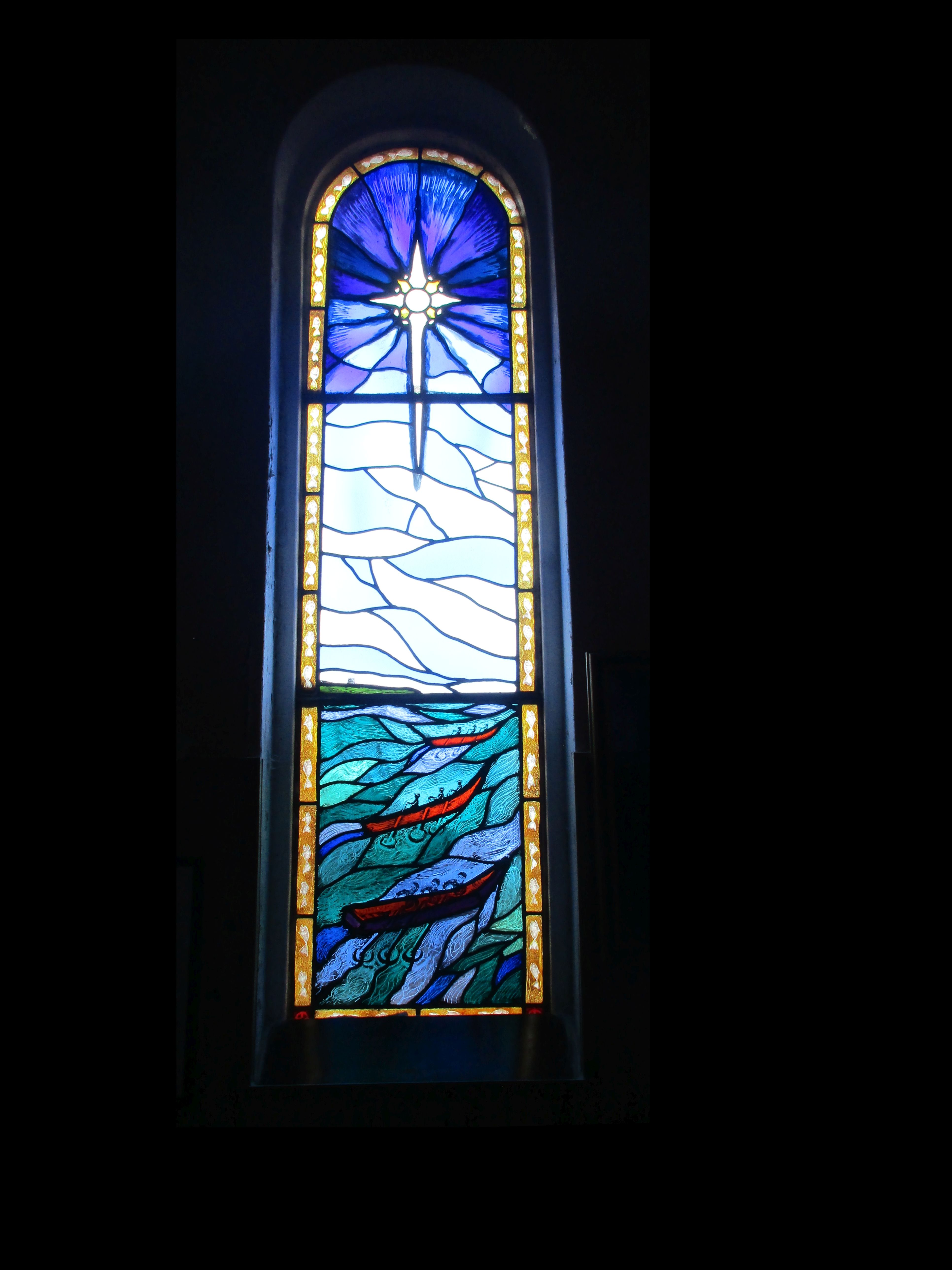
Het moment dat de curraghs zee kiezen voor de redding
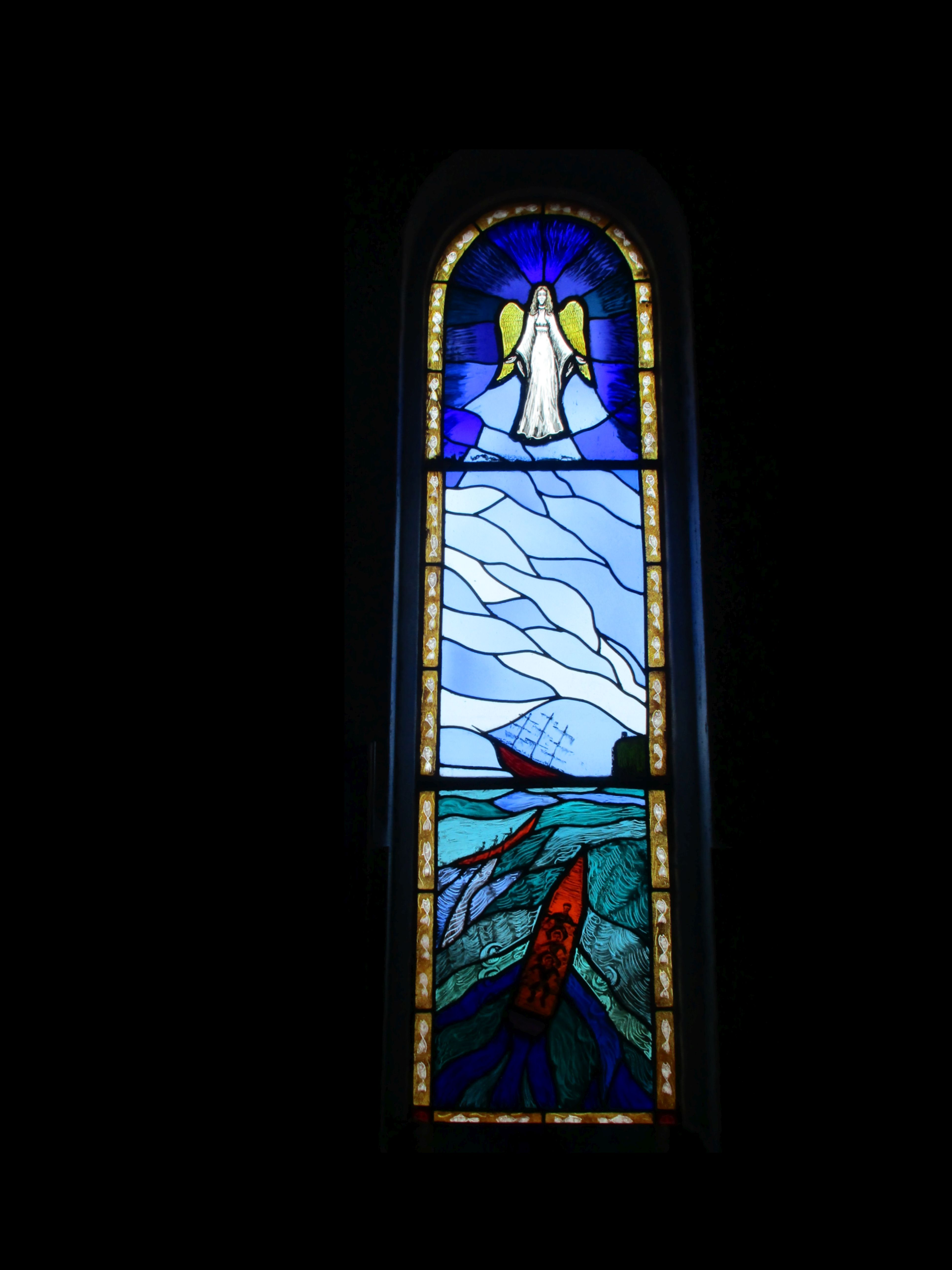
De curraghs naderen de op de rotsen gelopen Leon XIII
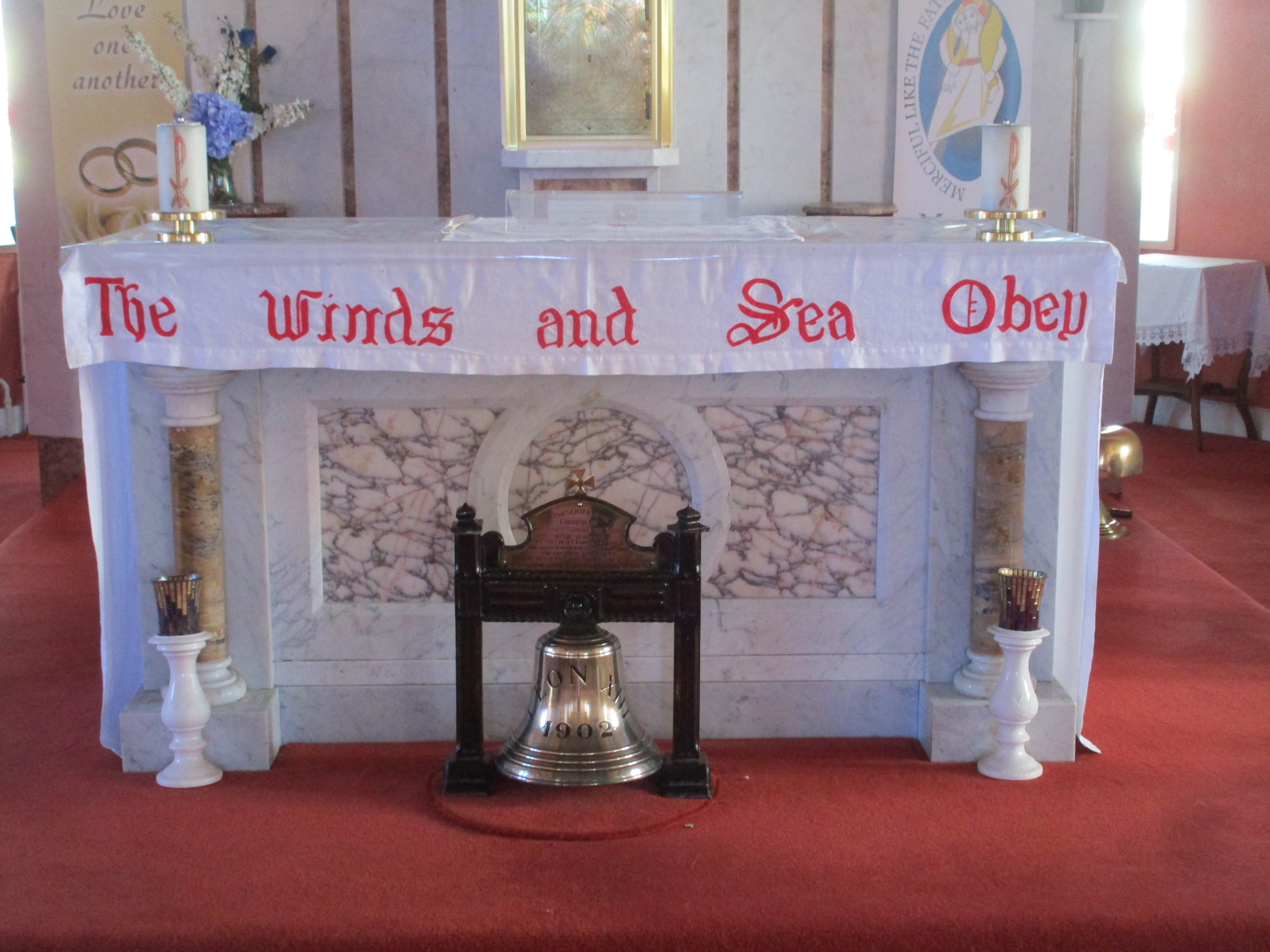
Altaar met scheepsbel
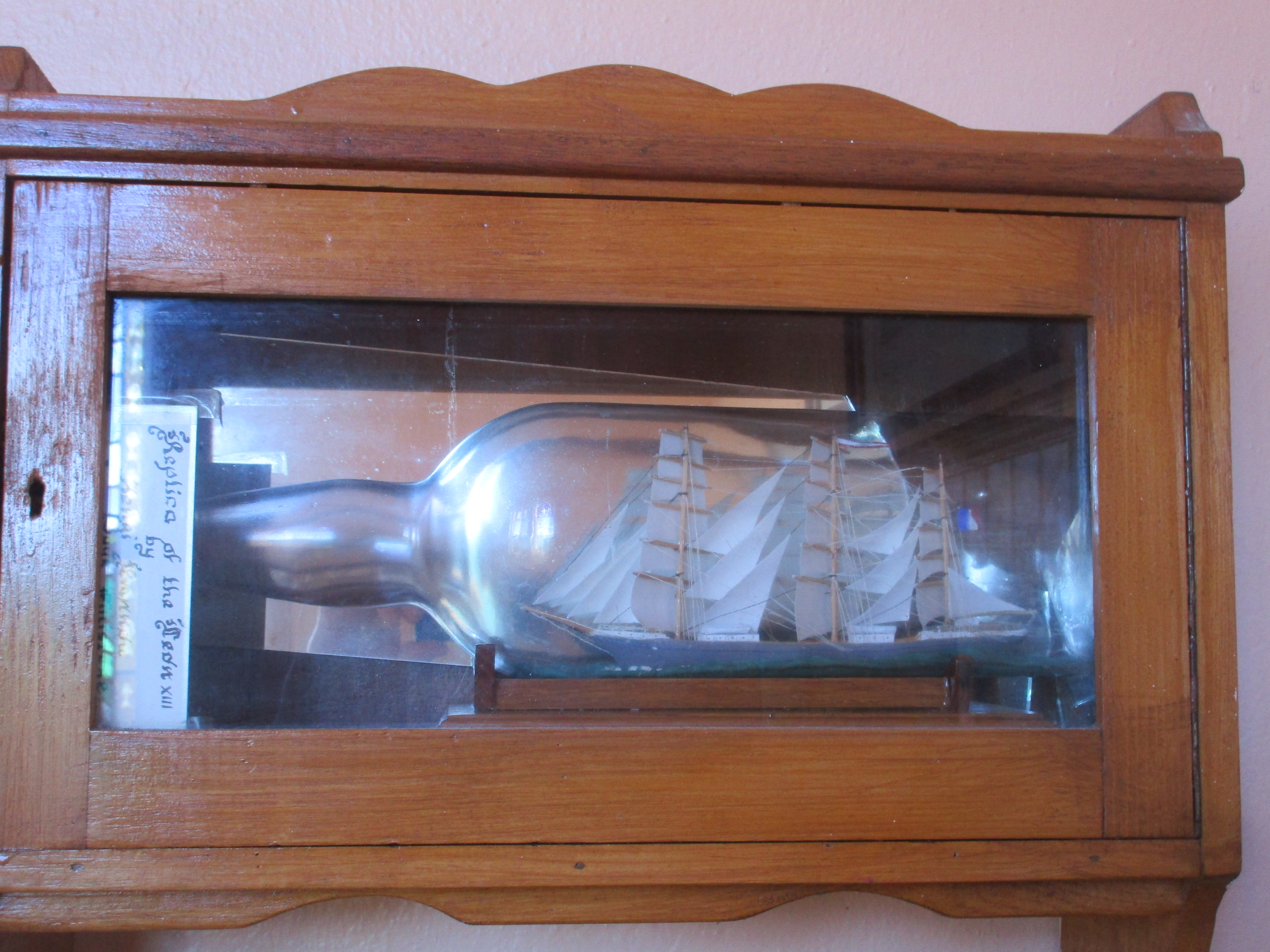
Model van de Leon XIII
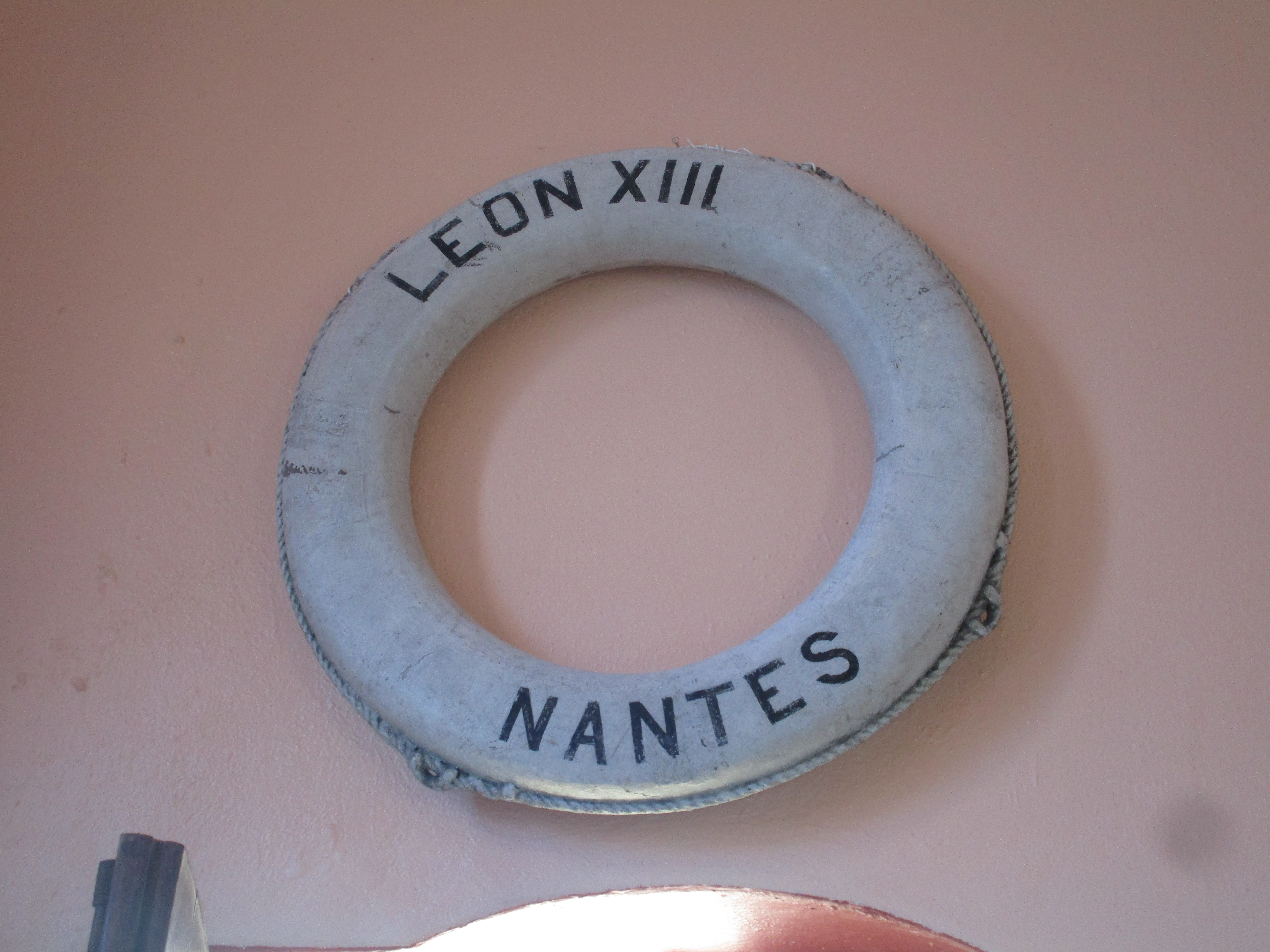
Reddingsboei

## Huwelijken
Vanwege de ligging is de kerk anno 2018 een populaire locatie voor het sluiten van een huwelijk. Mensen die afkomstig zijn uit Quilty komen vaak naar hun oude woonplaats om daar te huwen. Ook mensen die geen binding met de plaats hebben kiezen soms de kerk uit als trouwlocatie. Onder meer rugby-international Keith Earls trouwde hier.